# Hino de Fortaleza
O hino do município de Fortaleza é um dos símbolos da cidade de Fortaleza e foi oficializado pela lei 1269, em 31 de maio de 1958. Sua letra foi escrita por Gustavo Barroso e a música composta por Antônio Gondim, com arranjo para bandas do  maestro Manoel Ferreira. Foi executado pela primeira vez no encerramento da semana de comemoração do centenário do romance "O Guarani", na noite de 16 de novembro de 1957, no Theatro José de Alencar.
| “ | Fortaleza! Fortaleza! Irmã do Sol e do mar, Fortaleza! Fortaleza! Sempre havemos de te amar >>> | ” |

Estribilho do Hino de Fortaleza, escrito por Gustavo Barroso.

## Ver Também
- Bandeira de Fortaleza
- Brasão de Fortaleza